# Shiruba Taniguchi
Shiruba Taniguchi (1994) es un deportista japonés que compite en triatlón. Ganó dos medallas en el Campeonato Asiático de Triatlón, plata en 2016 y bronce en 2017.

## Palmarés internacional
| Campeonato Asiático | Campeonato Asiático   | Campeonato Asiático | Campeonato Asiático |
| Año                 | Lugar                 | Medalla             | Prueba              |
| ------------------- | --------------------- | ------------------- | ------------------- |
| 2016                | Hatsukaichi (Japón)   | Medalla de plata    | Relevo mixto        |
| 2017                | Palembang (Indonesia) | Medalla de bronce   | Individual          |